# Casper Höweler
Casper Andries Höweler (Amsterdam, 15 mei 1897 - Blaricum, 19 april 1969) was een Nederlands musicoloog. In 1956 won hij de D.A. Thiemeprijs.
Hij was zoon van winkelier Caper Andries Höweler en Henriëtta Catharina van Beek. Hij was getrouwd met Hendrika Gerardina Reurhoff.
Hij was in de jaren twintig muziekrecensent bij het Algemeen Handelsblad en leraar muziekgeschiedenis. Hij studeerde zang, maar maakte die studie niet af. Tijdens de Tweede Wereldoorlog was hij directeur van de Muziekschool der Toonkunst afdeling Laren/Blaricum, hij was daarvoor al aangesloten bij die instelling, afdeling Bussum.
Hij is vooral bekend door zijn boek XYZ der Muziek dat in 1936 verscheen en waarvan tussen 1936 en 1997 vierendertig drukken uitkwamen, die tot de dood van de auteur in 1969 geregeld werden herzien. Aangezien de auteur bij testament had bepaald dat zijn tekst niet mocht gewijzigd worden, besloten Van Holkema & Warendorf, de erfgenamen van de oorspronkelijke uitgeverij, De Haan, een nieuw boek uit te geven onder redactie van Katja Reichenfeld met een subtiele verandering in de titel: XYZ van de klassieke muziek.

## Werken
- Inleiding in de muziekgeschiedenis (1927)[1][2]
- Muziekgeschiedenis in beeld (1931)
- XYZ der Muziek (1936), waarvan meer dan 250.000 exemplaren werden verkocht
- Tijd en Muziek (1946)
- Rhythme in vers en muziek (1952)
- Verlucht relaas van 30 eeuwen muziek (1955, 1956)[3]
- Negro spirituals en hun beeldspraak (1971)
- Bachs Matthäuspassion : als belijdend geestelijk drama' (1958)
- Humor in de muziek (1969)